# Kwas orotowy
Kwas orotowy (nazwa systematyczna - kwas 2,6-diokso-1,2,3,6-tetrahydro-4-pirymidynowy lub kwas 6-uracylokarboksylowy) – organiczny związek chemiczny, pochodna uracylu, uczestniczy w metabolizmie kwasu foliowego i witaminy B12. Powstaje i jest niezbędny przy przemianach pirymidyn, np. w trakcie syntezy nukleotydów.
Poprawia funkcjonowanie wątroby, spowalnia procesy starzenia się. Kwas orotowy występuje w warzywach korzeniowych, serwatce oraz kwaśnym mleku. W niektórych źródłach określany jest jako witamina B13, choć jego klasyfikacja jako witaminy nie jest powszechnie akceptowana.